# Taniec na rurze

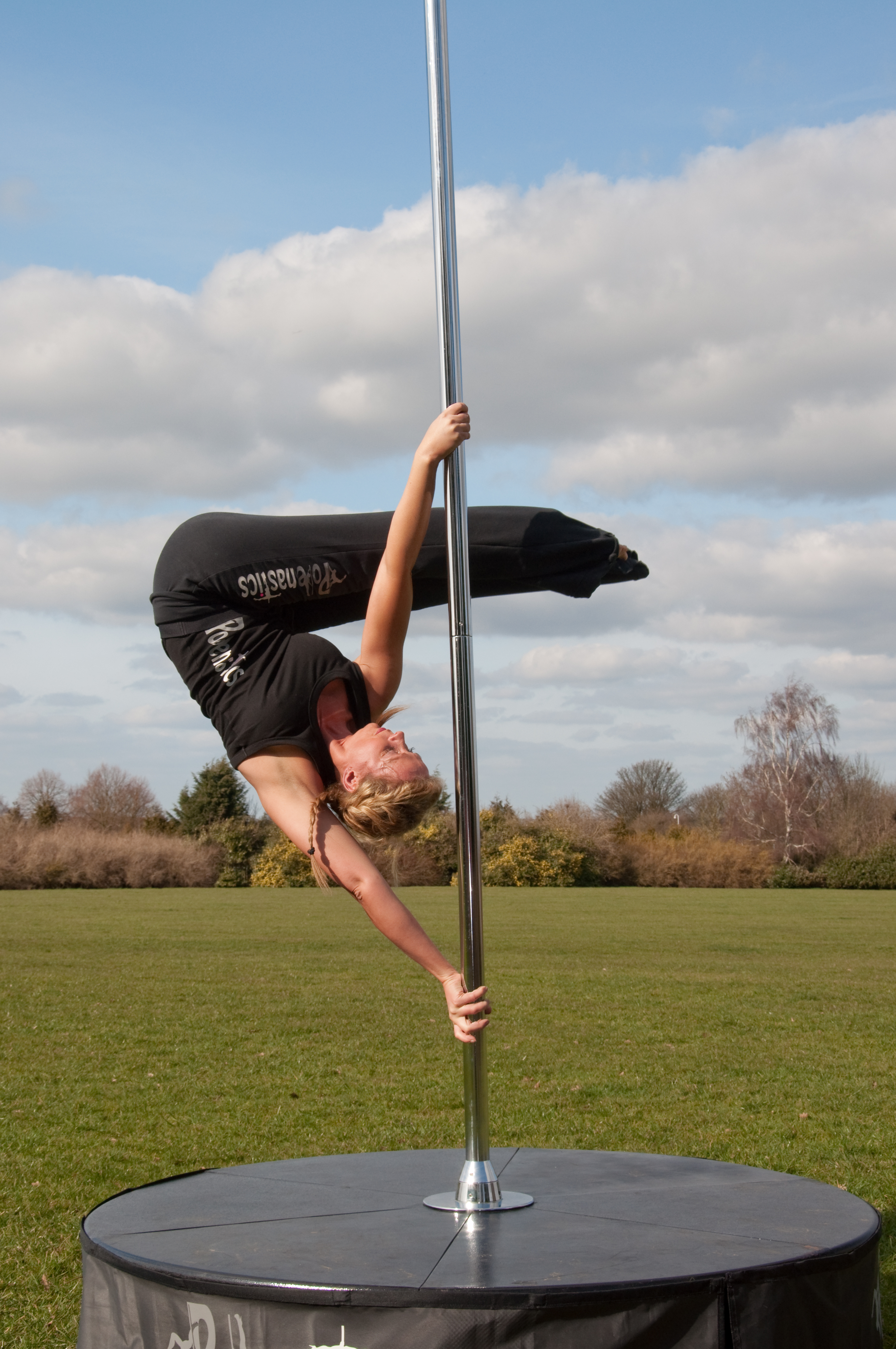
Jedna z figur sportowego tańca przy rurze

Taniec na rurze (ang. pole dance) – rodzaj akrobatyki. Wywodzi się pierwotnie z indyjskiego tańca mallakhamb. Gładszy i śliski materiał umożliwia płynne obroty i ruchy.
Wysoce rozwinięty taniec wymaga dużej sprawności fizycznej oraz siły, w tym umiejętności typowych dla gimnastyki. Taniec na rurze wykonywany jest również jako forma ćwiczeń fizycznych np. w klubach fitness lub szkołach tańca (niezwiązanych z erotyką) poprawiających wytrzymałość i ogólną sprawność.
Na świecie organizowane są również mistrzostwa w tańcu na rurze ukazujące jego złożoność, pomijając aspekt erotyczny.

## Pole dance w popkulturze
Scenę tańca na rurze wykonała m.in. modelka Kate Moss w teledysku do utworu „I Just Don’t Know What To Do With Myself” amerykańskiej grupy muzycznej The White Stripes; aktorka pornograficzna Ginger Lynn w teledysku do utworu „Turn the Page” grupy Metallica oraz aktorka Liv Tyler w teledysku do utworu „Crazy” grupy Aerosmith.

## Zmiana statusu pole dance
17 października 2017 Zgromadzenie Generalne Międzynarodowych Federacji Sportowych (GAISF) poinformowało, że pole dance zostaje oficjalnie potwierdzoną dyscypliną sportową. Oświadczenie to wywołało wiele kontrowersji. Głos zabrało wiele osób ze środowiska sportowego, między innymi Robert Korzeniowski. Najwięcej zastrzeżeń budził fakt, że dołączenie do grona oficjalnych sportów otwiera dyscyplinie, jaką jest pole dance, drogę do starania się o to, by stać się jednym ze sportów olimpijskich. Przez długi czas środowisko profesjonalnych tancerek pole dance z Katie Coates, która przewodniczy Międzynarodowej Federacji Tańca na Rurze, walczyło o to, by zmienić postrzeganie pole dance przez osoby z nim niezwiązane. Zwieńczeniem tych starań jest właśnie zaliczenie tańca na rurze w poczet dyscyplin sportowych. Ma to konkretne skutki. Jednym z nich jest to, że profesjonalni zawodnicy pole dance będą podlegać regularnym kontrolom antydopingowym przy okazji zawodów.